# Mouvement national de la révolution
De Mouvement national de la Révolution (Nederlands: Nationale Revolutionaire Beweging) was een politieke partij in Congo-Brazzaville die van 1964 tot 1969 bestond.
De MNR werd op 29 juni 1964 opgericht door president Alphonse Massamba-Débat als enige toegestane partij. Reeds bestaande partijen werden verplicht zich bij de MNR aan te sluiten. De partij kreeg de status van een massapartij en nam het wetenschappelijk socialisme aan als officiële ideologie. Als bestuursorganen werden een centraal comité en een politbureau ingesteld. President Massamba-Débat nam de functie van partijvoorzitter op zich.
De in 1964 gevormde jeugdbeweging, Jeunesse du Mouvement National de la Révolution, bleek voor de partijleiding moeilijk in het gareel te houden.
Het partijbestuur besloot in 1966 dat het leger onder controle van de partij moest komen en benoemde daartoe enkele militairen tot leden van het centraal comité. Eén van hen was luitenant Marien Ngouabi.
In 1966 en 1967 ontstonden er spanningen tussen de linkervleugel van de partij en de door Massamba-Débat gesteunde gematigde vleugel, die nooit bevredigend konden worden opgelost.
Een staatsgreep van linkse militairen onder luitenant Ngouabi maakten in december 1969 een einde aan het bewind van Massamba-Débat. Hij werd als president vervangen door een militair bestuur. In datzelfde jaar werd de MNR omgevormd door de Parti congolais du travail (PCT). Anders dan de MNR was de PCT een voorhoedepartij.